# Uso de polissubstâncias

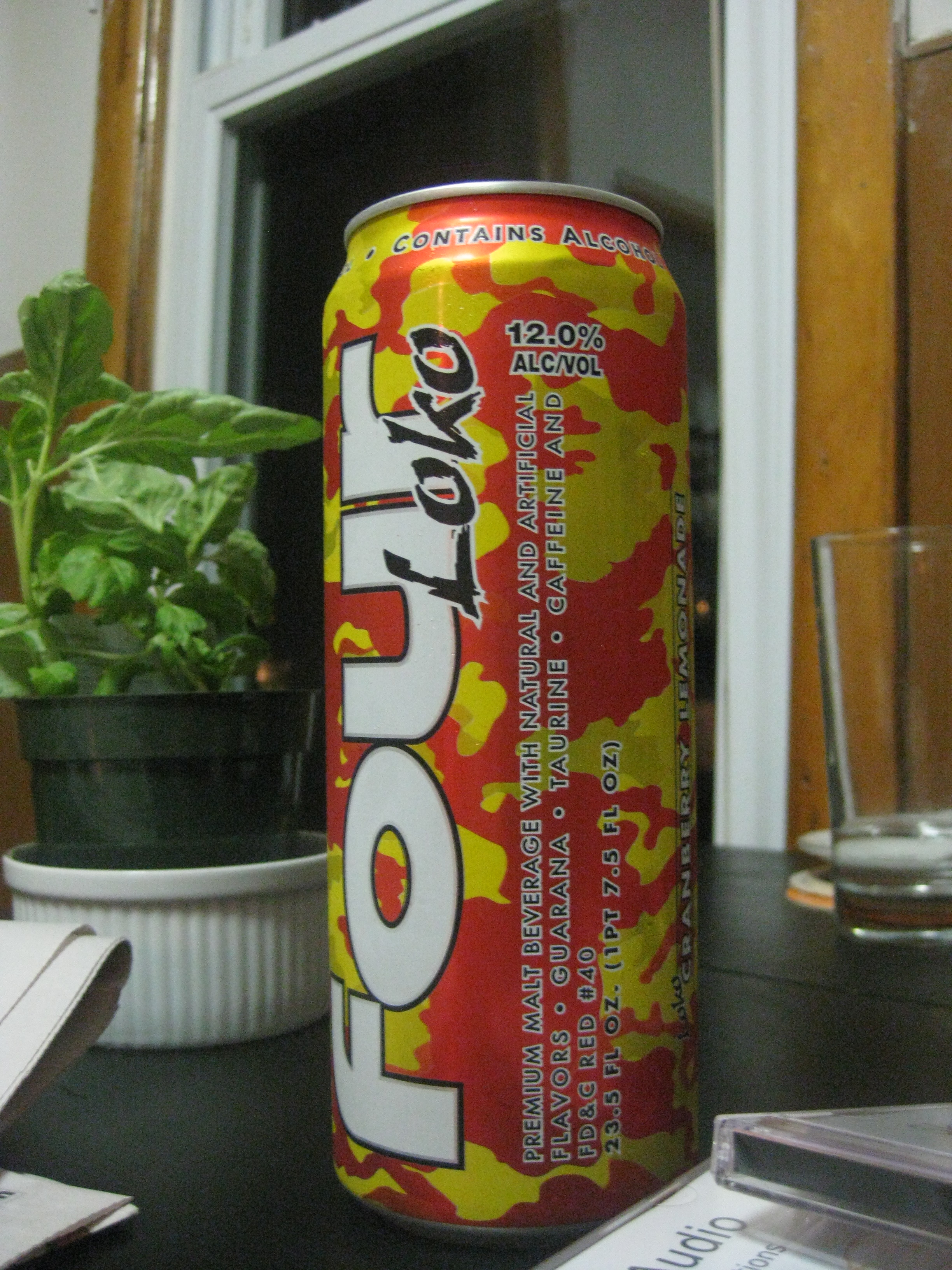
Bebida alcoólica com cafeína.

O uso de polissubstâncias (ou polifármacos) refere-se ao uso de substâncias psicoativas combinadas para alcançar um efeito individualizador. Em muitos casos, uma droga é usada como primária e são adicionadas drogas que são para complementar os efeitos da droga primária. Costuma ocorrer quando, por exemplo, há pouca quantidade de determinada droga ou na tentativa de aliviar os efeitos colaterais da droga primária, buscando tornar a experiência mais agradável com a sinergia entre as drogas.
O termo politoxicomania, de origem francesa, exprime um significado similar ao do uso de polissubstâncias, exceto que pressupõe a dependência de uma ou mais das drogas consumidas.
Em todo caso, o uso recreativo de polifármacos também é problemático, uma vez que seus efeitos se tornam menos previsíveis e a incidência de efeitos colaterais também é maior. É uma prática comum no caso do uso da cafeína associada ao álcool e/ou tabaco, que pode estar ligada a fatores genéticos

## Caracterização

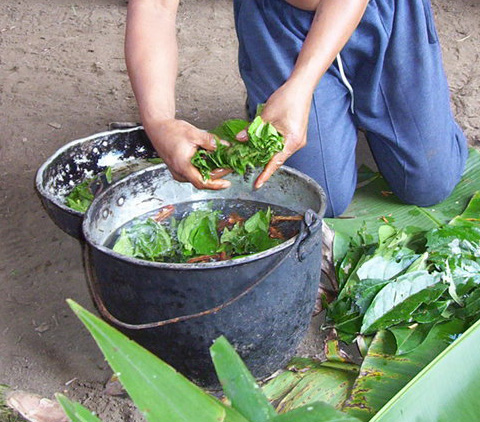
Ayahuasca sendo preparada na região de Napo, no Equador.

Dentro do conceito geral de uso de polissubstâncias (uso de múltiplas drogas), vários significados específicos do termo devem ser considerados. Em um extremo está o uso planejado, onde medicamentos são tomados em associação com outros para atingir o efeito desejado. Outra situação é quando medicamentos são usados em associação para combater os efeitos colaterais negativos de outro medicamento. Por outro lado, o uso de várias substâncias de maneira intensiva, simultânea e consecutivavemente, faz com que, em muitos casos, um medicamento acabe substituindo o efeito dos outros de acordo com a disponibilidade, aumentando os riscos de overdose por dificultarem a percepção de drogadição aguda.
| “ | As herdabilidades do uso pesado de cafeína, da tolerância e da abstinência da substância variam de 35 a 77%. Para uso de cafeína, uso de álcool e tabagismo, há um fator genético comum (uso de polissubstâncias) subjacente ao uso dessas três substâncias, sendo 28 a 41% dos efeitos herdáveis do uso (ou uso pesado) de cafeína compartilhados com álcool e fumo. Os transtornos por uso de cafeína e tabaco estão associados a – e são substancialmente influenciados por – fatores genéticos únicos a essas drogas lícitas. | ” |
|   | — DSM-5, 2014, p. 794. Artmed: Porto Alegre. |   |

Dentro do conceito geral de uso de polissubstâncias (uso de múltiplas drogas), vários significados específicos do termo devem ser considerados. Em um extremo está o uso planejado, onde medicamentos são tomados em associação com outros para atingir o efeito desejado. Outra situação é quando medicamentos são usados em associação para combater os efeitos colaterais negativos de outro medicamento. Por outro lado, o uso de várias substâncias de maneira intensiva, simultânea e consecutivamente, faz com que, em muitos casos, um medicamento acabe substituindo o efeito dos outros de acordo com a disponibilidade, aumentando os riscos de overdose por dificultarem a percepção de drogadição aguda.

## Riscos

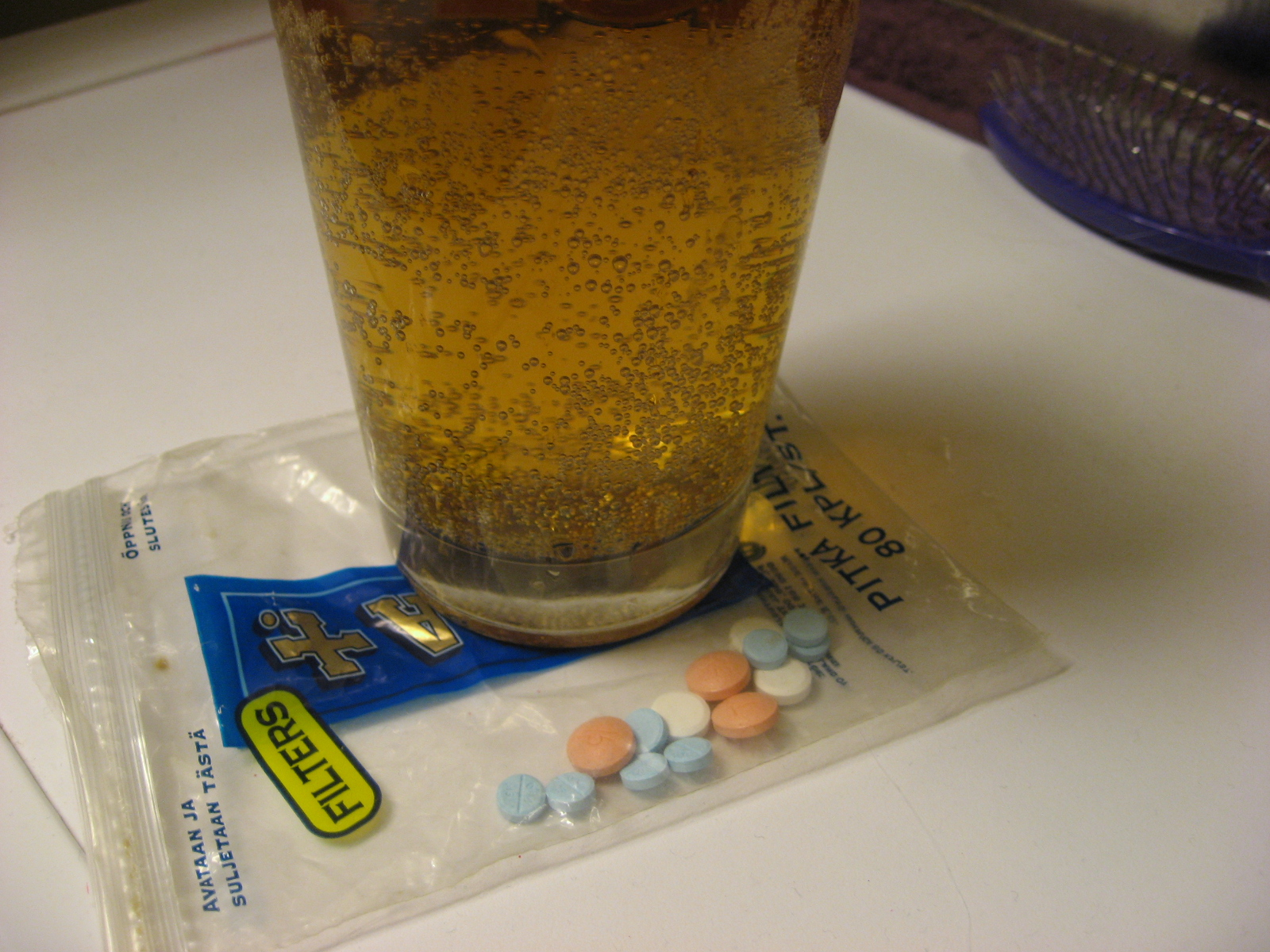
Calmantes, pílulas para dormir, opioides e álcool. As mortes relacionadas aos opioides geralmente envolvem uso concomitante de álcool ou outras substâncias depressoras do Sistema Nervoso Central (SNC)

O uso de polissubstâncias geralmente acarreta mais riscos do que o uso de uma única droga, devido ao aumento dos efeitos colaterais e à sinergia das drogas. O efeito potencializador de uma droga sobre outra é, muitas vezes, considerável e aqui as drogas e medicamentos lícitos - como álcool, nicotina e ansiolíticos - devem ser considerados em conjunto com as substâncias psicoativas ilegais. O nível de risco dependerá do nível da dosagem de ambas as substâncias. Se as drogas ingeridas forem ilegais, elas podem ser misturadas com outras substâncias, prática que os traficantes costumam fazer para aumentar a quantidade do produto e aumentar seus lucros. Isso é particularmente comum com drogas em pó, como cocaína ou MDMA, que podem ser misturadas com relativa facilidade, adicionando outra substância branca em pó à droga. Esse efeito cumulativo pode levar a danos não intencionais à saúde, dependendo do que está sendo adicionado. Também existem preocupações sobre várias combinações farmacológicas: álcool e cocaína aumentam a toxicidade cardiovascular e geram cocaetileno, composto sintetizado pelo fígado; álcool ou drogas depressoras do Sistema Nervoso Central (SNC), quando ingeridos junto a opioides , aumentam o risco de overdose; e opioides  ou cocaína ingeridos com ecstasy ou anfetaminas também resultam em toxicidade aguda adicional. O uso de benzodiazepínicos pode causar a morte quando misturados com outros depressores do SNC, como opioides, álcool, benzodiazepinas, anticonvulsivos ou barbitúricos.

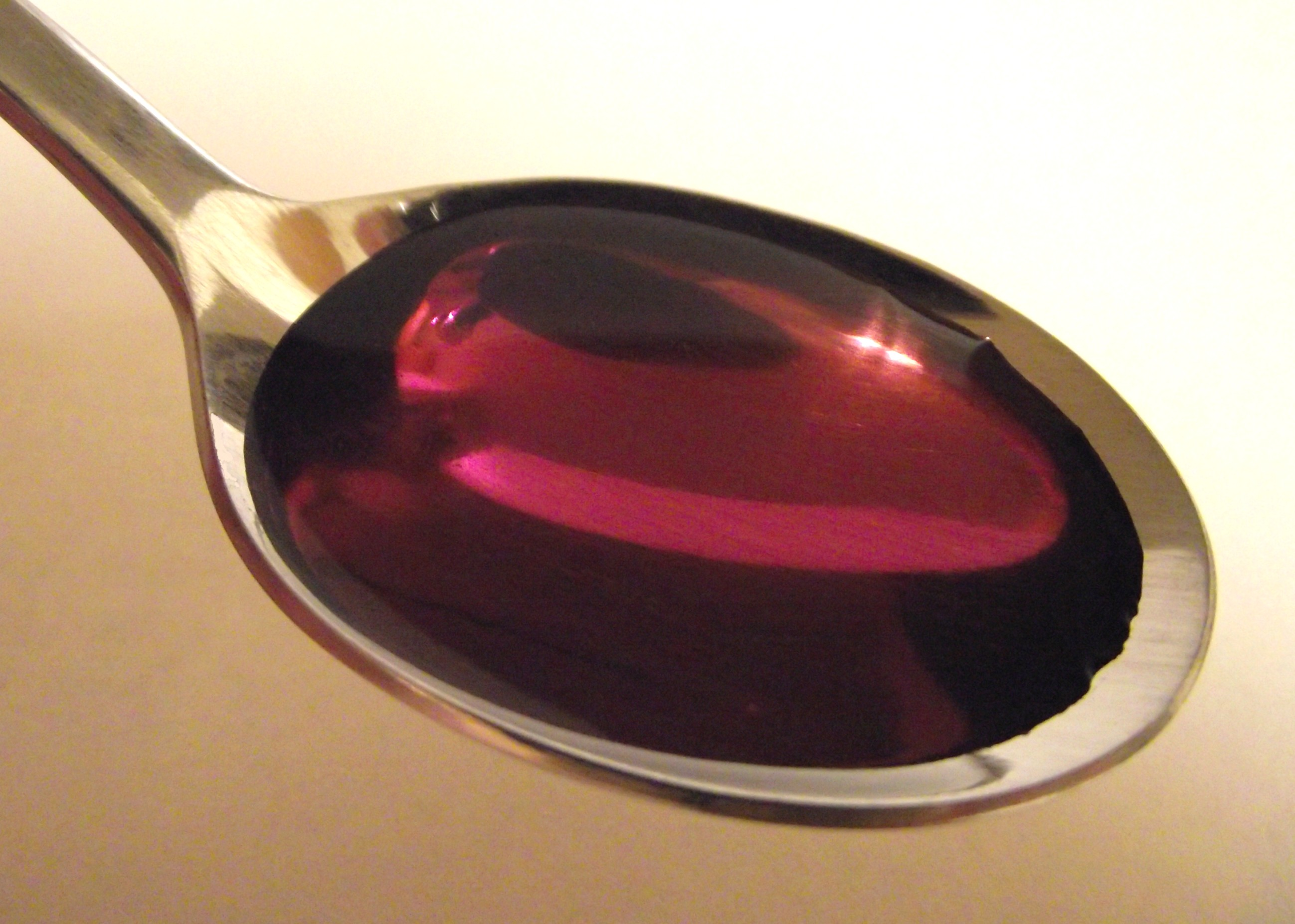
Uma colher de xarope contendo prometazina e codeína, mostrando a cor roxa característica que deu origem ao nome purple drank

## Pesquisa
O fenômeno é objeto de pesquisa acadêmica bem estabelecida.
Um estudo com pacientes em tratamento constatou que o uso de polissubstâncias é mais comum entre as pessoas mais jovens.